# Jack Butterfield (cầu thủ bóng đá)
John Butterfield (30 tháng 8 năm 1922 – tháng 3 năm 2001) là một cựu cầu thủ bóng đá người Anh thi đấu ở vị trí hậu vệ. Ông có 3 lần ra sân ở Football League mùa giải 1947–1948 trước khi buộc phải giải nghệ vì chấn thương.